# Vilma Egresi
Vilma Egresi (ur. 7 maja 1936 w Budapeszcie, zm. 7 stycznia 1979 tamże) – węgierska kajakarka. Brązowa medalistka olimpijska z Rzymu.
Zawody w 1960 były jej jedynymi igrzyskami olimpijskimi. Brązowy medal zdobyła w kajakowej dwójce na dystansie 500 metrów, płynęła wspólnie z Klárą Fried-Bánfalvi. W tej konkurencji była srebrną medalistką mistrzostw świata w 1954. 
Jej mąż lekkoatleta Gerhart Hecker także był olimpijczykiem.